# Histologija
Histologija (grško ἱστός - mreža, λόγος - veda) je veda, ki opisuje mikroskopsko zgradbo tkiv na osnovi opazovanja tkivnih rezin. Z drugimi besedami jo lahko opišemo kot »mikroskopska anatomija«. Je pomembna disciplina znotraj biologije, ki na osnovi zgradbe tkiv sklepa o njihovi funkciji znotraj organov in celotnega organizma.
Temeljni postopek v histologiji je izdelava tankih tkivnih rezin z mikrotomom, barvanje celic in drugih struktur s celičnimi barvili ter opazovanje pod mikroskopom.
Na histologijo se nanaša tudi nekaj sorodnih izrazov: histografija (zgodovinopisje) je risanje ali fotografiranje tako obarvanih celic, histopatologija preučevanje obolelih tkiv, histotehnologija pa veda o pripravi histoloških preparatov.